# 中亚北路街道
中亚北路街道是中华人民共和国新疆维吾尔自治区乌鲁木齐市头屯河区下辖的一个街道办事处。

## 行政区划
中亚北路街道下辖以下村级行政区划单位：
科技园路社区、文苑社区、上海路社区、北彩门社区、喀什西路社区、迎宾桥社区、尚北社区、桥东社区。